# Rabiʿ al-awwal
Rabiʿ al-awwal (en arabe : رَبِيعُ ٱلْأَوَّل, rabīʿ al-ʾawwal), premier (mois) du printemps, nom du troisième mois (sur douze) de l’année lunaire hégirienne. Selon certains traditionnistes, il marque le départ en exil du prophète et des premiers musulmans de la Mecque vers Médine.
Ce calendrier lunaire sert toujours de référence pour la fixation des évènements marquants tels que le Ramadan (neuvième mois) ou le pèlerinage à la Mecque.

## Évènements
- Le 6 rabiʿ al-awwal : martyr du onzième imam chiite, Hasan al-Askari.
- Le 12 rabiʿ al-awwal : Fête du Mawlid (naissance de Mahomet).